# Kiss Me Once
Kiss Me Once (с англ. — «Поцелуй меня один раз») — двенадцатый студийный альбом австралийской певицы Кайли Миноуг, выпущенный 14 марта 2014 года на лейбле Parlophone.

## История создания

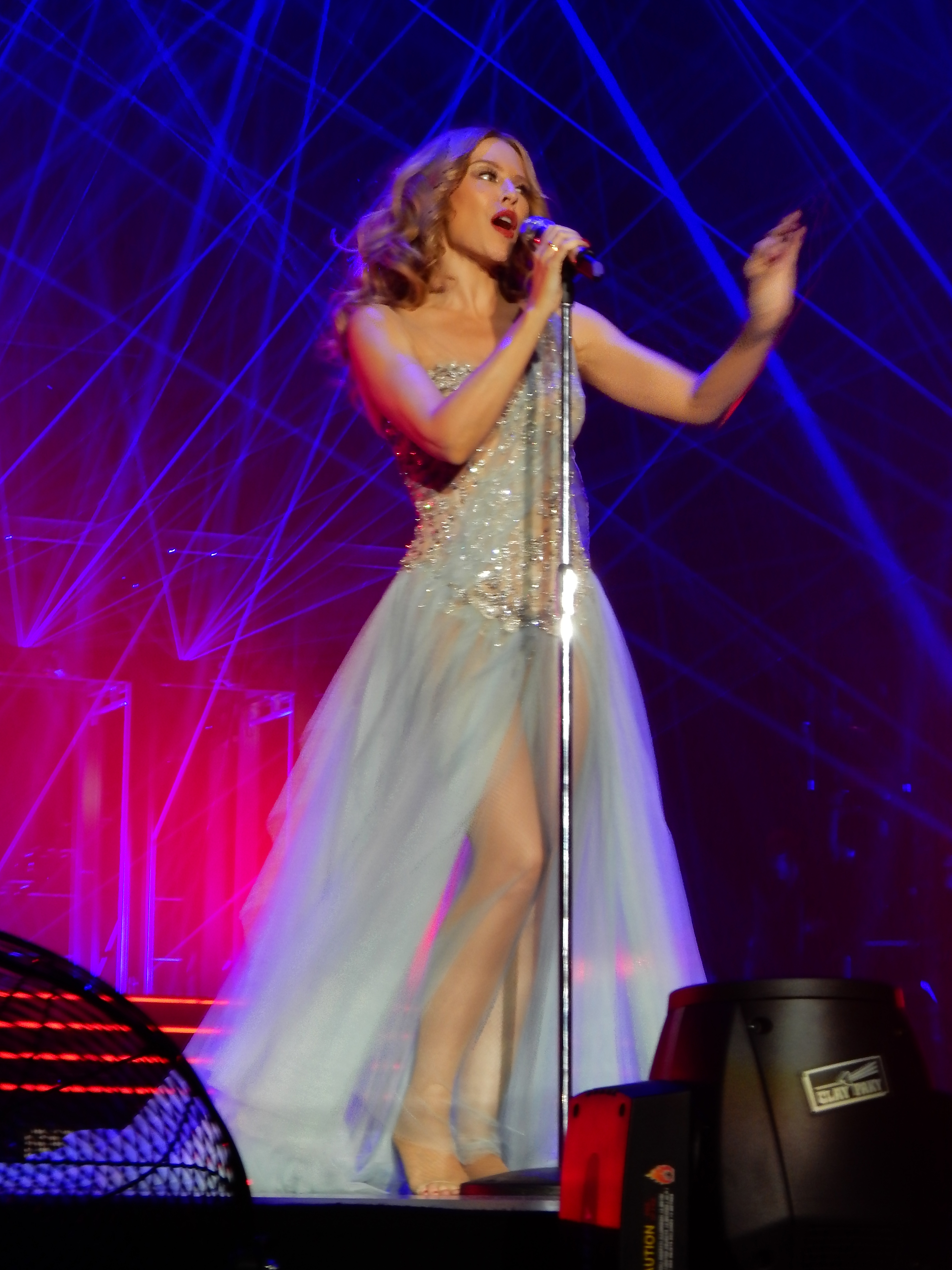
Кайли Миноуг исполняет заглавную песню альбома на одном из концертов Kiss Me Once Tour.

После выпуска сборника The Abbey Road Sessions (2012), Миноуг прекратила многолетнее сотрудничество с менеджером Терри Блэми и его командой и объявила о творческом перерыве. В феврале 2013 года в Инстаграме и Твиттере певица сообщила, что подписала контракт с компанией Roc Nation, принадлежащей американскому рэперу и бизнесмену Jay Z. В том же месяце британские издания сообщили о том, что Миноуг записывает двенадцатый студийный альбом при поддержке австралийской певицы и композитора Сии Ферлер, и сама Миноуг позже это подтвердила. С марта по июль в своём Твиттере Миноуг объявляла о сотрудничестве с норвежской командой Stargate, американским продюсером Darkchild, американской исполнительницей Брук Кэнди, MNDR и will.i.am. 27 мая, за день до своего 45-летия, Миноуг поделилась новостью об «интересном» сотрудничестве. Позже выяснилось, что певица имела в виду дуэт с испанским певцом Энрике Иглесиасом. В том же месяце в интервью американскому журналу Rolling Stone Миноуг рассказала, что «в альбоме проявится что-то новое». По словам певицы, она решила поэкспериментировать со звучанием, но добавила, что композиции альбома будут похожи на её типичные произведения
28 мая, в свой 45-летний юбилей, певица анонсировала промосингл «Skirt», который стал доступен в Beatport 24 июня. Несмотря на то, что песня получила положительные отзывы критиков, в особенности за эксперименты Миноуг с электронной танцевальной музыкой, Миноуг сообщила, что композиция не войдёт в будущий альбом. В феврале 2014 года Миноуг подтвердила, что Сиа Ферлер выступит исполнительным продюсером пластинки. В интервью американскому сайту Idolator Миноуг рассказала: «Я так хорошо поладила с ней… Я спросила, будет ли она исполнительным продюсером. Я надеялась, что она скажет да. Я не знала, занималась ли она этим до этого или было ли ей это интересно, или, может, она просто хотела писать и делать собственную музыку». В том же месяце в интервью американскому журналу Billboard певица отметила: «Я почувствовала, что мне нужны новые горизонты, и когда ты встаёшь на ноги, ты рвёшься вперёд. Меня пока что очень поддерживали, и вот это как раз то „новое“, чего я хотела и что меня так впечатлило».

## Музыкальный стиль

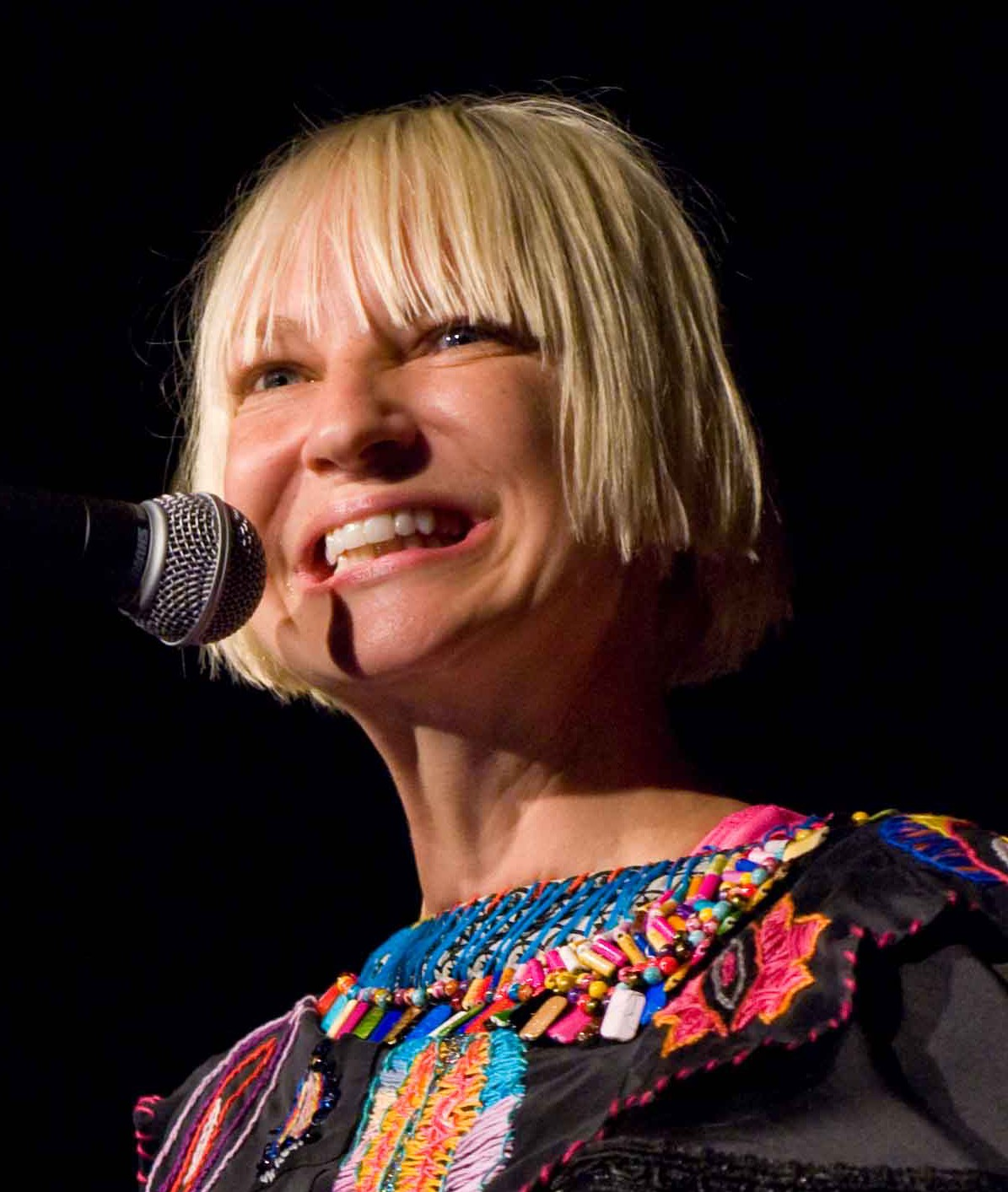
Исполнительным продюсером альбома выступила певица Сиа.

В работе над альбомом принимали участие такие авторы и продюсеры, как Сиа, Cutfather, Грег Кёрстин, Фаррелл Уильямс, MNEK и другие. Большая часть пластинки записывалась в Лос-Анджелесе и Нью-Йорке, а также в Лондоне, где было сделано сведение. В интервью изданию The Huffington Post Миноуг рассказала, что в отличие от предыдущего альбома, несколько песен, записанных с Ферлер, не вошли в финальный трек-лист Kiss Me Once. Миноуг говорила, что они с Ферлер разделили те песни на три условных альбома трёх разных жанров: «чистый поп», «дэнс-урбан» и «инди», и из каждой категории выбрали те треки, которые, как им казалось, лучше всего подходят. В интервью Коллину Квиллу с сайта Radio.com певица рассказала о процессе записи: «по сравнению с тем, когда я только начинала, в студии я чувствую себя очень комфортно. Я очень быстро записываю вокал, бэк-вокал и инструменты. Я работаю как машина».
Многие музыкальные критики назвали Kiss Me Once возвращением Миноуг к современной поп-музыке. По словам Миноуг, альбом стал формой возвращения к «чистой» поп-музыке, включающей в себя элементы танцевальной музыки. Тим Сендра, в своей рецензии для AllMusic, назвал пластинку «опьяняющей смесью быстрых танцевальных треков, дерзких клубных песен, замедленных сексуальных композиций и случайной баллады». Рецензент британского журнала NME Бен Кардью заметил элементы современного R&B и дабстепа в таких песнях, как «Sexercize» и «If Only». Аналогично, Китти Импайр из британской газеты The Observer посчитала, что альбом основан на R&B и включает в себя элементы фанка, диско и электронной танцевальной музыки.

### Песни

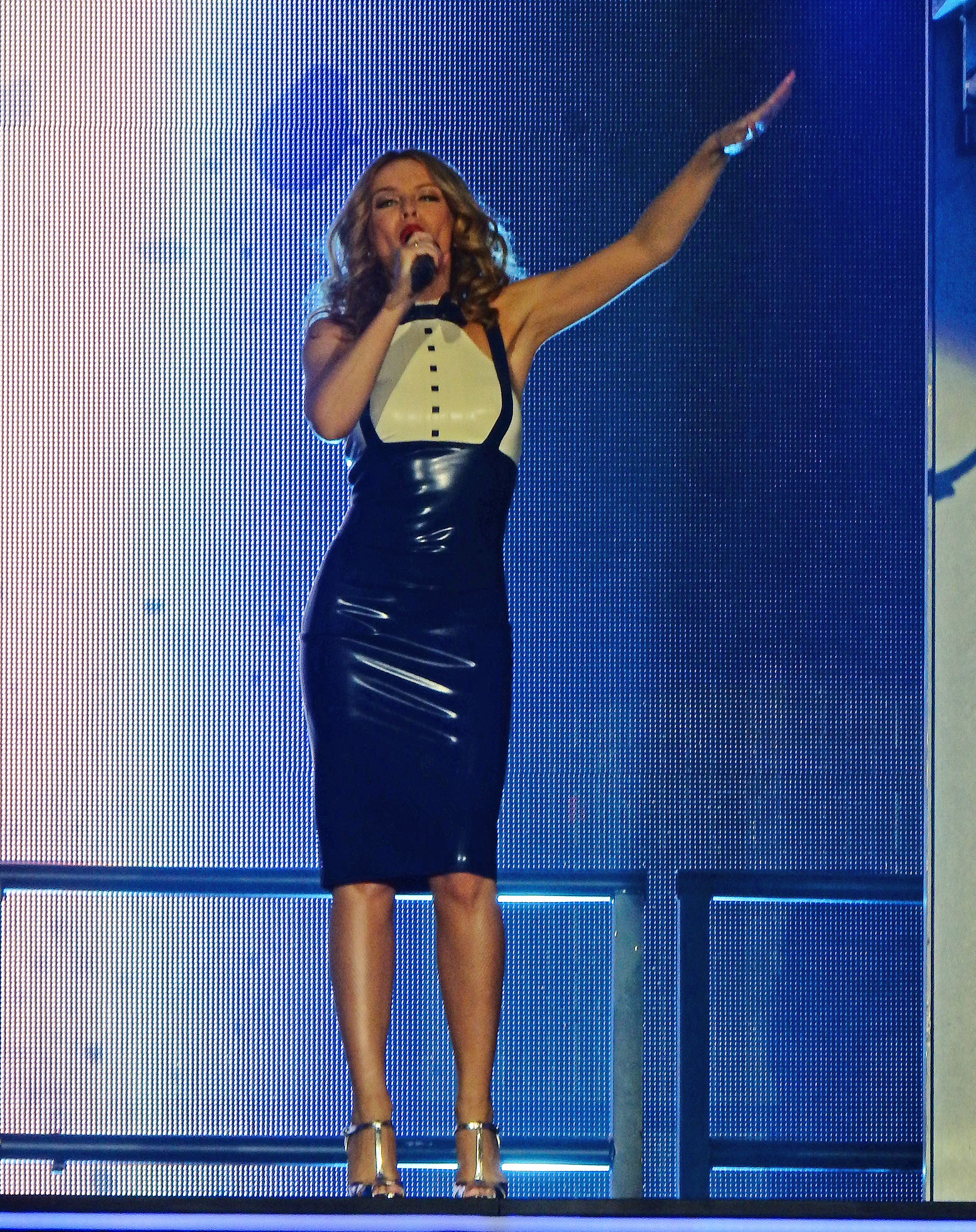
Кайли Миноуг исполняет главный сингл альбома «Into the Blue» на одном из концертов тура Kiss Me Once Tour.

Альбом начинается с песни «Into the Blue», в которой, по словам Миноуг, описываются «свобода» и «освобождение». Мэтт Бэгвелл в статье в The Huffington Post назвал трек «эйфорическим» и «меланхоличным» и выдал ему вердикт «данс-поп для соответствующего возраста». Критик PopMatters Райан Латан сравнил песню «Million Miles» с работой группы Dragonette и отметил, что в ней представлены настоящие инструменты, включая электрогитару и клавишные и отнёс композицию к стилю электропоп. По словам Миноуг, идея создания третьего трека, «I Was Gonna Cancel», появилась во время записи диска с Фарреллом Уильямсом, когда певица «расплакалась». Уильямс, вдохновлённый этим моментом, вскоре написал песню. Миноуг работала с Уильямсом над альбомом всего один день, записав с ним только две песни. Бэгвелл сравнил «электрофанковое» звучание «I Was Gonna Cancel» с альбомом Миноуг Body Language (2003). «Sexy Love» — одна из трёх песен в альбоме, отражающих тему секса. Райан Латан назвал эту композицию диско-поп-хитом. Пол Киверс с сайта SameSame высказал мнение, что песня является «потомком» сингла Миноуг «Wow». «Sexercize», вторая песня на тему секса, была раскритикована за текст и за «старомодное» дабстеп / бростеп продюсирование. Шестой трек — «Feels So Good» — является кавером демо-песни «Indiana», написанной Томом Асполом. Мэтт Бэгвелл назвал эту композицию «замедленной электронной песней».
По словам Райана Латана, композиция «If Only», выдержанная в стиле R&B, начинается с короткой последовательности синтезаторных аккордов», а затем уступает место «постоянному хлопанью огромных рук, составляющему основу маршевого ритма песни». Последнюю песню, отражающую тематику секса, — «Les Sex» — Миноуг назвала своей любимой из трёх. Джо Маггс из журнала Fact отметил, что в тексте песни присутствуют элементы кэмпа, и отнёс её к жанру электронной музыки. Заглавный трек, «Kiss Me Once», критики назвали отходом Миноуг от тематики секса и возвращением к «романтичной» лирике. Ник Левин из журнала Attitude назвал эту композицию замедленной поп-песней, напоминающей релизы певицы 1980-х годов, и сравнил её с заглавным треком из предыдущего альбома Миноуг. Единственная баллада в альбоме — песня «Beautiful», записанная при участии Энрике Иглесиаса, была раскритикована за чрезмерное использование автотюна и вокодера. Тем не менее, критики оценили хук в припеве трека. По словам Миноуг, она не встречалась с Иглесиасом для записи песни, так как была в то время в Париже. Стандартное издание альбома заканчивается композицией «Fine». Эта единственная песня, в написании которой приняла участие сама певица. Музыкальные критики назвали её гимном расширения прав и свобод, в котором используются элементы электронной музыки и хауса, и неоднократно хвалили, называя её достижением в дискографии певицы. Бонус-треки пластинки — «Mr. President» и «Sleeping With the Enemy» — критики отнесли к жанру электронной музыки. В песне «Mr. President», которую Брэдли Стерн с сайта MuuMuse назвал «забавной», используется семпл из композиции Мэрилин Монро «Happy Birthday, Mr. President», а «Sleeping With the Enemy» критики назвали «мечтательной» и «роскошной».

## Релиз
Релиз пластинки, выпущенной лейблами Parlophone, Warner Music и Warner Bros. Records, состоялся 14 марта 2014 года. Kiss Me Once — первая студийная работа Миноуг после выпуска Aphrodite в 2010 году. Выпущенный по всему миру на компакт-диске, альбом включает в себя 11 композиций, а также два бонус-трека — «Mr. President» и «Sleeping With the Enemy». В Северной Америке пластинку выпустила компания Warner Bros., релиз состоялся 18 марта. В это издание вошло 11 стандартных песен. 19 марта диск был выпущен в Японии. Японское издание, помимо основных композиций, включает в себя песню «Sparks», би-сайд с сингла «Into the Blue», а также ремикс на этот сингл от японского диджея Ясутака Наката. 17 марта в Европе была выпущена двухсторонняя грампластинка, к которой также прилагался код для цифровой загрузки бонус-треков. В тот же день официальный сайт Миноуг выпустил бокс-сет ограниченным тиражом в 3500 экземпляров по всему миру. В бокс-сет вошли 12-дюймовая грампластинка, CD, код для цифровой загрузки альбома, 12-дюймовые постеры-вкладыши, 12-дюймовая наклейка и 12-дюймовая рамка с подвижным изображением. В делюкс-версию альбома вошло 11 стандартных треков, за исключением песни «Sparks» и ремикса на «Into the Blue» от Ясутаки Накаты из японского издания, а также история создания альбома, закулисные фото, видеоклип на песню «Into the Blue» и его закулисные съёмки. 8 декабря 2014 года Parlophone и Warner Music Group переиздали альбом для iTunes Store. Это издание включает в себя стандартный трек-лист вместе с бонус-треками, видеоролики из делюкс-версии, а также концертные версии песен, которые Миноуг исполнила вживую на iTunes Festival: «Kiss Me Once», «On a Night Like This», «Beautiful», «Love At First Sight», «Step Back in Time», «Spinning Around» и «The Loco-Motion».

## Продвижение

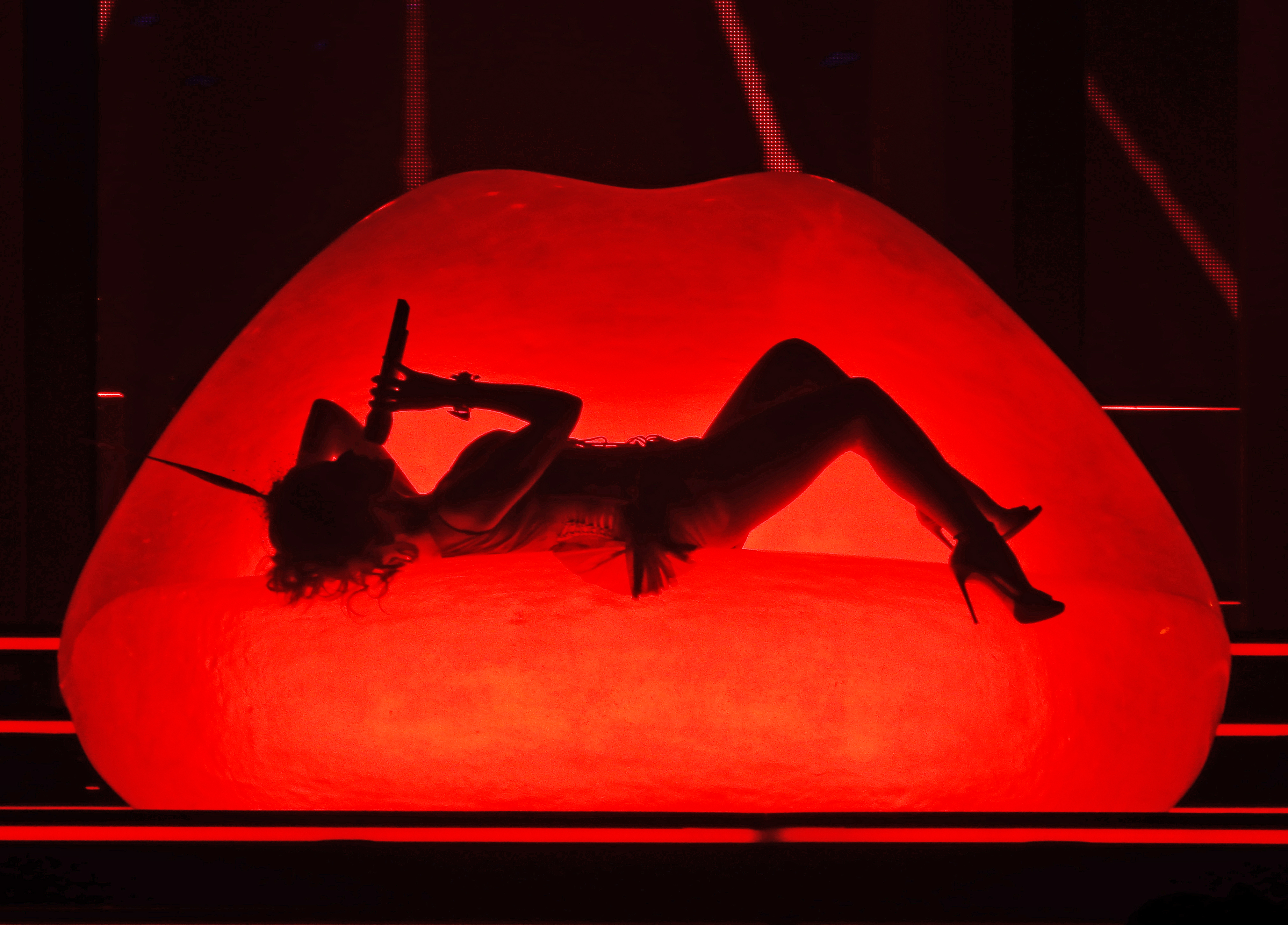
Кайли Миноуг открывает концерт тура Kiss Me Once Tour исполнением песни «Les Sex».

За месяц до релиза Миноуг выпустила семплер будущего альбома, в который вошли все песни из стандартного издания, за исключением бонус-треков «Mr. President» и «Sleeping With the Enemy». В рамках промокампании пластинки Миноуг выступила на шоу The Voice UK, будучи тренером в третьем сезоне, и исполнила композицию «Into the Blue» на «Шоу Грэма Нортона». Спустя три дня певица впервые за 25 лет посетила церемонию награждения Logie Awards, где спела трек «I Was Gonna Cancel». Выступление получило негативные отзывы: особой критике подверглась хореография, а саму певицу упрекнули в использовании фонограммы, что она позже опровергла. В июне Миноуг выступила на австралийском шоу Today с песнями «Into the Blue» и «Sexy Love».
В том же месяце Миноуг анонсировала гастрольный тур Kiss Me Once Tour, который начался 24 сентября 2014 года в Великобритании и завершился 21 марта 2015 года в Австралии. Концерты проходили в странах Европы. Миноуг также выступила в Дубае в поддержку Dubai World Cup. Kiss Me Once Tour получил положительные отзывы критиков, которые высоко оценили визуальные эффекты, сценические наряды и выступление певицы, но некоторые остались недовольны постановкой шоу. Тур оказался коммерчески успешным, общая выручка от продажи билетов в Европе составила 17 миллионов долларов, а в Австралии — четыре миллиона. 23 марта 2015 года в поддержку тура вышел концертный альбом и DVD, который был записан во время выступления в Глазго.

## Синглы
Из альбома было выпущено два официальных и четыре промосингла. Первым синглом стала композиция «Into the Blue», которая впервые вышла в Австралии и Новой Зеландии 28 января 2014 года, а 7 марта состоялся её мировой релиз. Песня получила положительные отзывы критиков, которые хвалили её продюсирование и звучание, но слегка критиковали коммерческую привлекательность сингла. Композиция имела средний успех в чартах Австралии, Великобритании и в странах Европы и Азии, но возглавила американский хит-парад Billboard Dance Club Songs.
Вторым синглом стала песня «I Was Gonna Cancel», выпущенная 22 апреля 2014 года. Также был выпущен ремикс и 7-дюймовая грампластинка. Композиция получила смешанные отзывы: критики хвалили её звучание, но многие критиковали старомодное продюсирование и сходства с предыдущей работой продюсера Фаррелла Уильямса. В чартах сингл имел весьма скромный успех, не попав в хит-парады Великобритании и некоторых стран Европы, а также стал первым синглом Миноуг за пять лет, не возглавившим чарт Dance Club Songs.
Композиция «Sexercize» была выпущена как промосингл с пластинки. На эту песню был снят видеоклип, в котором Миноуг тренируется в спортзале в эротических позах. Этот клип стал пятым самым просматриваемым видео на официальном канале Миноуг в YouTube, набрав десять миллионов просмотров. В Японии был выпущен промо-CD, в который вошла одна песня. Композиция также ротировалась на радиостанциях и музыкальных каналах. Она стала основной частью рекламной кампании альбома и заняла 30-е место в американском хит-параде Hot Dance/Electronic Songs.
Другими промосинглами из альбома стали песни «Million Miles», «Les Sex» и «Beautiful», записанная совместно с Энрике Иглесиасом. «Million Miles» была выпущена в США и Испании, а «Les Sex» — в Южной Америке. «Beautiful» в цифровом варианте вышла в Австралии и Новой Зеландии, а в Японии и США был выпущен промо-CD.

## Реакция критиков
| Совокупная оценка    | Совокупная оценка |
| Источник             | Оценка            |
| -------------------- | ----------------- |
| Metacritic           | 66/100            |
| Оценки критиков      |                   |
| Источник             | Оценка            |
| AllMusic             | [ 20 ]            |
| The A.V. Club        | C–                |
| Consequence of Sound | C+                |
| The Guardian         | [ 19 ]            |
| New Zealand Herald   | [ 66 ]            |
| NME                  | 7/10              |
| PopMatters           | 7/10              |
| Rolling Stone        | [ 67 ]            |
| Slant                | [ 31 ]            |
| Spin                 | 7/10              |

Kiss Me Once получил положительные отзывы критиков. На сайте-агрегаторе Metacritic альбом получил оценку в 66 баллов из 100, основанную на 19 рецензиях. Тим Сендра в своей рецензии для AllMusic поставил пластинке четыре балла из пяти. Он прокомментировал, что «альбом наполнен цепляющими песнями, которые идеально подходят под её голос» и сравнил диск с предыдущим альбомом певицы Aphrodite, назвав его ещё одной её лучшей работой. Несмотря на то, что критик назвал песню «Beautiful» неуместной на пластинке, он отметил, что «Kiss Me Once — гламурный, весёлый и на удивление сильный альбом, где классическая Кайли присутствует от и до». На сайте AllMusic Kiss Me Once входит в список рекомендуемых для прослушивания альбомов Миноуг. Сэл Чинкемани из журнала Slant поставил диску четыре балла и похвалил Миноуг за возвращение к танцевальной и поп-музыке. Рецензент прокомментировал, что несмотря на то, что альбом не достаточно коммерчески привлекателен, как предыдущие релизы певицы, Kiss Me Once «лучше, чем типичный альбом Миноуг». Бен Кардью из журнала NME поставил альбому 7 баллов из 10, прокомментировав, что Kiss Me Once «доказал, что спустя 26 лет в индустрии, Кайли всё ещё может выпустить современный поп-альбом». Райан Латан с сайта PopMatters высказал мнение, что Kiss Me Once не демонстрирует нам никаких «переосмыслений» образа Миноуг и не является «принципиально новым альбомом», но также отметил, что на пластинке «достаточно хитов, чтобы обеспечить ей [певице] место в поп-культуре до её следующего релиза». Рецензент журнала Spin Британи Спанос отметила, что альбому не хватает целостности, но «в этом и заключается преимущество пластинки: в способности Миноуг превратить любую надуманную ситуацию во что-то позитивное, волшебное и полностью своё».
Марк Хирш из газеты The Boston Globe раскритиковал трек «Sexercize», но в итоге прокомментировал: «Это единственная настоящая оплошность альбома, но каждый раз, когда слышишь, что Миноуг ошибается, это снова сбивает с толку». Джо Маггс из британского журнала Fact поставил альбому 3,5 балла из пяти. Критик посчитал, что диск по большой части заполнен ненужными песнями и в качестве примера привёл треки «Les Sex», «I Was Gonna Cancel» и «Sexercize», но похвалил общее продюсирование пластинки, манеру пения Миноуг в большинстве песнях и качество диска. Рецензент Entertainment Weekly Адам Марковиц раскритиковал песни о сексе, но похвалил певицу за её «отважный» шарм и посчитал, что этот альбом по большой части подарок для её поклонников. Китти Импайр из The Observer прокомментировала: «Безупречный, но игривый, Kiss Me Once остаётся верным кокетливому данс-попу, которым Кайли и известна. Но обстановка вокруг этого альбома серьёзно изменилась». Нил Маккормик из британской газеты The Telegraph поставил диску три балла, похвалив шарм певицы, хуки альбома и общее электронное звучание, но раскритиковал Миноуг за отсутствие новых элементов в продюсировании и написании песен. Рецензент The Guardian Алексис Петридис также поставил альбому три балла и назвал его лучшим альбомом недели от 13 марта 2014 года. Журналист посчитал, что релиз оказался «глянцевым и неглубокомысленным», и заключил, что голос певицы «не самый сильный, тексты печальные и очень много филлеров — но Кайли не утратила способность создавать превосходный поп-бренд».

## Список композиций
Трек-лист альбома был объявлен 26 января 2014 года. Стандартная версия будет иметь 11 песен, в то время как специальное издание будет включать в себя два бонус-трека и бонус-DVD.
| №   | Название                             | Автор(ы)                                                                                 | Продюсер(ы)                           | Длительность |
| --- | ------------------------------------ | ---------------------------------------------------------------------------------------- | ------------------------------------- | ------------ |
| 1.  | «Into the Blue»                      | Kelly Sheehan, Mike Del Rio, Jacob Kasher Hindlin                                        | Del Rio, Sheehan                      | 4:08         |
| 2.  | «Million Miles»                      | Chelcee Grimes, Daniel Davidsen, Peter Wallevik, Mich Hansen                             | Wallevik, Davidsen, Cutfather         | 3:28         |
| 3.  | «I Was Gonna Cancel»                 | Pharrell Williams                                                                        | Williams, Sheehan                     | 3:32         |
| 4.  | «Sexy Love»                          | Wayne Hector, Autumn Rowe, Wallevik, Davidsen, Hansen                                    | Davidsen, Wallevik, Cutfather         | 3:31         |
| 5.  | «Sexercize»                          | Sia Furler, Marcus Lomax, Jordan Johnson, Stefan Johnson, Clarence Coffee, Nella Tahrini | The Monsters & The Strangerz, Sheehan | 2:47         |
| 6.  | «Feels So Good»                      | Tom Aspaul                                                                               | MNEK, Wayne Wilkins                   | 3:37         |
| 7.  | «If Only»                            | Ariel Rechtshaid, Justin Raisen, Dan Nigro                                               | Rechtshaid                            | 3:21         |
| 8.  | «Les Sex»                            | Amanda Warner, Peter Wade Keusch, Joshua "J.D." Walker, William Rappaport, Henri Lanz    | Walker, GoodWill & MGI                | 3:47         |
| 9.  | «Kiss Me Once»                       | Furler                                                                                   | Jesse Shatkin                         | 3:17         |
| 10. | «Beautiful» (feat. Enrique Iglesias) | Enrique Iglesias, Mark Taylor, Alex Smith, Samuel Preston                                | Taylor, Smith                         | 3:24         |
| 11. | «Fine»                               | Karen Poole, Chris Loco, Kylie Minogue                                                   | Loco                                  | 3:36         |

| №   | Название                  | Автор(ы)                   | Продюсер(ы)           | Длительность |
| --- | ------------------------- | -------------------------- | --------------------- | ------------ |
| 12. | «Mr. President»           | Sheehan, Hindlin, Minogue  | Thomas Olsen, Sheehan | 4:11         |
| 13. | «Sleeping with the Enemy» | Claude Kelly, Greg Kurstin | Kurstin, Joe Kearns   | 3:54         |

## Чарты
| Чарт (2014)                              | Место |
| ---------------------------------------- | ----- |
| Австралия (ARIA Charts)                  | 1     |
| Австрия (Ö3 Austria Top 40)              | 14    |
| Бельгия (Ultratop Фландрия)              | 10    |
| Бельгия (Ultratop Валлония)              | 13    |
| Канада (Canadian Albums Chart)           | 15    |
| Хорватия (HDU)                           | 10    |
| Чешская республика (IFPI Czech Republic) | 6     |
| Дания (Tracklisten)                      | 20    |
| Нидерланды (MegaCharts)                  | 10    |
| Финляндия (Suomen virallinen lista)      | 24    |
| Франция (SNEP)                           | 10    |
| Германия (Media Control Charts)          | 9     |
| Венгрия (Mahasz)                         | 1     |
| Ирландия (IRMA)                          | 4     |
| Испания (PROMUSICAE)                     | 9     |
| Италия (FIMI)                            | 13    |
| Япония (Oricon)                          | 40    |
| Новая Зеландия (RIANZ)                   | 13    |
| Польша (ZPAV)                            | 25    |
| Шотландия (OCC)                          | 3     |
| Швейцария (Schweizer Hitparade)          | 8     |
| Великобритания (UK Albums Chart)         | 2     |
| США (Billboard 200)                      | 31    |
| США (Dance/Electronic Albums)            | 3     |